# Godey's Lady's Book

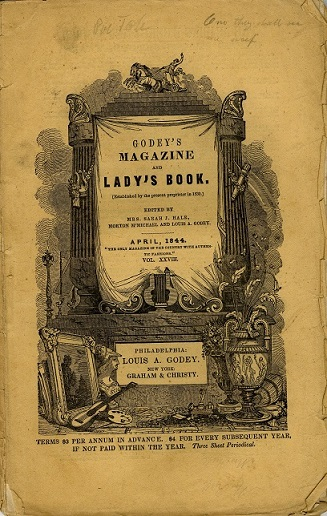
Godey's1844April

Godey's Lady's Book var en amerikansk modetidskrift som gavs ut från Philadelphia mellan 1830 och 1878.  Det var USA:s första inhemska modetidning. Den hade prenumeranter över hela USA och var den mest framgångsrika månadstidskriften i USA före det amerikanska inbördeskriget. Sarah Josepha Hale var dess redaktör 1828-1878. 

## Bilder

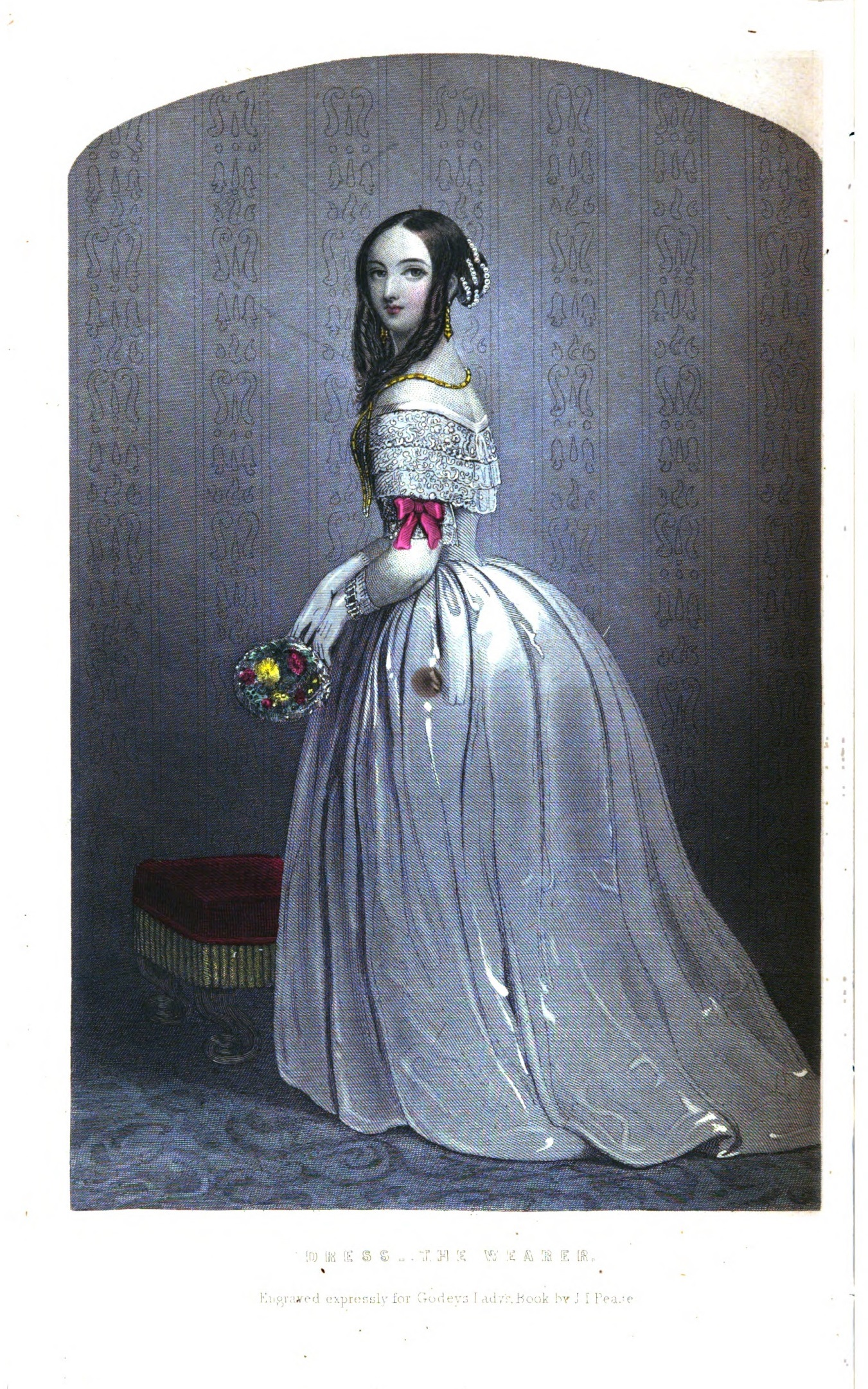
Aftonklänning, 1851.
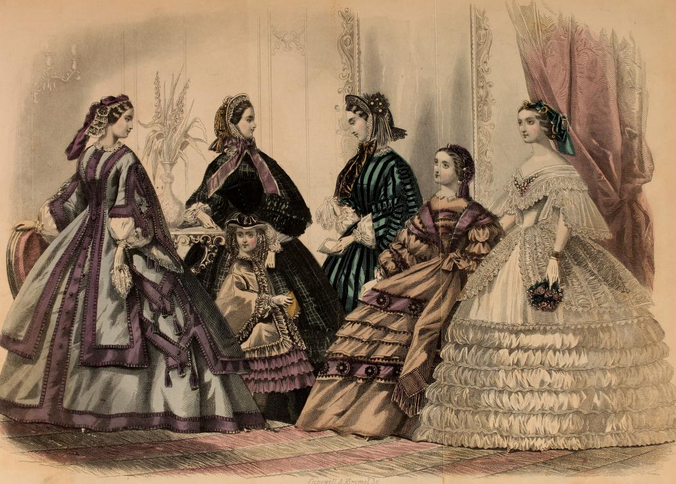
Vårmodet 1861.
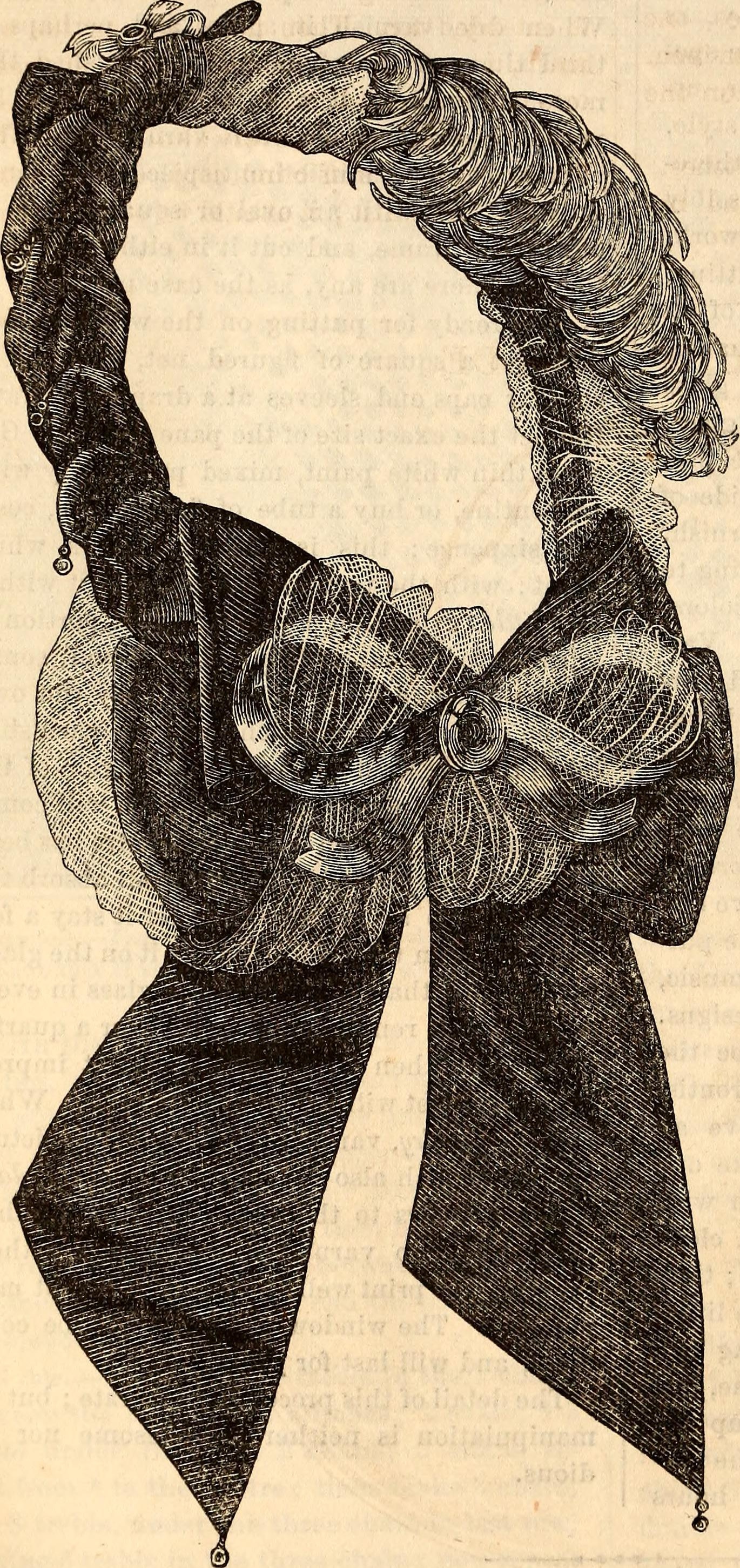
Hårklädsel, 1862.